# 是誰在造神？
《是誰在造神？》（英語：The Program）是一部傳記及體壇醜聞電影，描述藍斯·阿姆斯壯在1993年至2013年的職業運動生涯，2015年9月16日、2015年10月14日在法國、英國上映。
本電影改編自大衛·華許《七宗罪》。

## 劇情
劇中也同時描述了電影描述期間的一些事件，同時一些重要有關新聞報導，例如：
1993年獲得自行車錦標賽冠軍，之後阿姆斯壯求助米歇爾·法拉利該如何奪冠，該醫師以「特殊方法」幫助他。
1996年10月阿姆斯壯罹患癌症。
1998年7月festina醜聞，米歇爾·法拉利批評他們太業餘。
1999年獲得首次環法冠軍，當時全美國都為他的傳奇故事讚揚，癌症患者也以他為典範，並在職業期間為癌症病童出席公益活動。
途中也描述了一些使用禁藥的細節，包括將用藥器具丟進易開罐後由隊醫丟進垃圾桶等細節。
2004年米歇爾·法拉利因為涉及運動欺詐、非法銷售藥物被捕，興奮劑醜聞跟者而來，同時他隊友也看不下去為了阿姆斯壯所付出的副作用（例如：賣掉自行車，但獲得的獎金大部分是阿姆斯壯獲得）。而大衛華許出書指控阿姆斯壯，但因阿姆斯壯地位之高而被星期日泰晤士報開除。同時哈曼以禁藥嫌疑為由不給阿姆斯壯獎金，但之後敗訴。阿姆斯壯最終在2005年拿下7連霸後退休，同時退役期間為不少品牌代言，但是2007年弗洛伊德·蘭迪斯被查出使用禁藥。
2009年阿姆斯壯復出，但仍輸給同車隊的阿尔伯托·康塔多只拿下第3名。
蘭迪斯因為無法加入阿姆斯壯的車隊，很快應門美國反禁藥組織坦承用藥並坦承一切且多達1000頁的指控更為真實。之後阿姆斯壯在身敗名裂，NIKE撤銷他的代言的壓力下，2013年向歐普拉坦承用藥。
片尾最終說明他在2012年10月22日被摘除七屆環法頭銜，及身邊人士之後經歷（例如：哈曼成功向阿姆斯壯賠償1000萬美元），並說明內容根據美國反禁藥組織的報告所作成。

## 角色
- 班·佛斯特飾藍斯·阿姆斯壯
- 克里斯·奧多德飾大衛·華許
- 吉绕姆·科奈特飾米歇爾·法拉利
- 傑西·普萊蒙飾弗洛伊德·蘭迪斯
- 李·佩斯飾比爾·史代波頓
- Denis Menochet飾約翰·布魯尼爾
- 達斯汀·霍夫曼飾鮑伯·哈曼
- Edward Hogg飾法蘭克·安德魯
- Elaine Cassidy飾Betsy Andreu
- 勞拉·唐納利飾Emma O'Reilly
- 布萊恩·加連保格
- Sam Hoare飾Stephen Swart
- Kevin Hulsmans飾Filippo Simeoni
- Alex Croft飾隨機的歐洲自行車手
- Matthew Radford飾隨機的山地自行車手
- 喬許·歐康納飾Rich
- Nathan Wiley飾Charles Pelkey

## 電影特別的地方
這部電影上映時，正好各國禁藥醜聞不斷出現，從法國上映以來至今一共起出不少禁藥醜聞，甚至更甚電影情節，又因正逢里約奧運即將舉辦，也引起很多人對體育禁藥的注意。
而上映當年同時有福斯集團的排放造假醜聞，有媒體因此形容福斯行為如同汽車業的「阿姆斯壯」，李奧納多·狄卡皮歐宣稱會將此事件弄成電影。

## 外部連結
- 互联网电影数据库（IMDb）上《The Program》的资料（英文）
- 爛番茄上《是誰在造神？》的資料（英文）